# Jacupiranga (ort)
Jacupiranga är en ort i Brasilien.   Den ligger i kommunen Jacupiranga och delstaten São Paulo, i den södra delen av landet, 1 000 km söder om huvudstaden Brasília. Jacupiranga ligger 35 meter över havet och antalet invånare är 11 149.
Terrängen runt Jacupiranga är huvudsakligen platt, men åt sydost är den kuperad. Närmaste större samhälle är Cajati, 13,1 km väster om Jacupiranga.
I omgivningarna runt Jacupiranga växer i huvudsak städsegrön lövskog. Runt Jacupiranga är det ganska glesbefolkat, med 36 invånare per kvadratkilometer.